# 2025年マイアミグランプリ
2025年マイアミグランプリ（英: 2025 Miami Grand Prix、正式名称: Formula 1 Crypto.com Miami Grand Prix 2025）は、2025年のF1世界選手権の第6戦として、2025年5月4日にマイアミ・インターナショナル・オートドロームで開催された。

## 背景
タイヤ
ピレリが持ち込んだドライ用タイヤのコンパウンドはハード（白）：C3、ミディアム（黄）：C4、ソフト（赤）：C5と、前年より1段階ソフト寄りの組み合わせに変わった。
| ドライ用   | ドライ用       | ドライ用   | ウェット用           | ウェット用   |
| C3         | C4             | C5         | インターミディエイト | フルウェット |
| ---------- | -------------- | ---------- | -------------------- | ------------ |
| （ハード） | （ミディアム） | （ソフト） | （小雨用）           | （大雨用）   |
DRS：3箇所
※（　）内は検知ポイント、太字は前年との変更点。
- DRS1：ターン9の30m先から（ターン8の90m先）
- DRS2：ターン16の525m先から（ターン16の70m先）
- DRS3：ターン19のエイペックスから（ターン17の15m先）

スプリント
前年に引き続き、スプリントの対象レースとなる。
特別カラーリング
- フェラーリ：前年のマイアミGPからスポンサーとなったHPとのパートナーシップ1周年を記念し、同社のコーポレートカラーであるホワイトとエレクトリックブルーの割合を増やしたデザインをSF-25に施す。
- メルセデス：アディダスとのコラボレーションで、通常のブラックに加えて開催地のマイアミを意識したオフホワイト、バーガンディ、コーラルのベースカラーに、マングローブの葉が描かれたレーシングスーツを着用する。また、本GP開催に先立ち、アメリカの電子株式取引所「Nasdaq（ナスダック）」と複数年のブランドパートナーシップが締結された。
- レーシングブルズ：アメリカで期間限定販売される新作フレーバー「レッドブル・サマーエディション・ホワイトピーチ」の発売を記念し、メインカラーを鮮やかなトロピカルカラー（ピンク）に、ホイールをレッドブルの缶に見立てたデザインをVCARB 02とレーシングスーツに施す。
- キック・ザウバー：スポンサーの「キック」のカラーリングであるブラックとグリーンに変更はないが、マシン（C45）をモダンアートのキャンバスに見立て、ペイント塗り立てのようなデザインを採用した。

## エントリー
前戦から変更なし。

## フリー走行

### FP1
2025年5月2日 12:30 EDT(UTC-4)
（特記のない出典：）
- 気温27度、路面温度39度、晴、ドライ

マクラーレンのオスカー・ピアストリがトップタイムを記録する一方、チームメイトのランド・ノリスはコクピット内に工具が入ったまま走行し、すぐにピットに戻らなければならない問題が発生した。この1件は審議対象になった。セッション終盤の残り5分にオリバー・ベアマンがターン12でスピンを喫してウォールに軽くヒットしてしまった。これにより赤旗が出され、セッションはそのまま終了となった。
順位
| 順位   | ドライバー         | コンストラクター | タイム   |
| ------ | ------------------ | ---------------- | -------- |
| 1      | O.ピアストリ       | マクラーレン     | 1:27.128 |
| 2      | C.ルクレール       | フェラーリ       | 1:27.484 |
| 3      | M.フェルスタッペン | レッドブル       | 1:27.558 |
| 4      | C.サインツ         | ウィリアムズ     | 1:27.678 |
| 5      | A.アルボン         | ウィリアムズ     | 1:27.955 |
| 出典： |                    |                  |          |

- 注: トップ5まで掲載。

## スプリント予選
2025年5月2日 16:30 EDT(UTC-4)
（特記のない出典：）
- 気温28度、路面温度49度、晴、ドライ

メルセデスの新人アンドレア・キミ・アントネッリがマクラーレン勢を抑え、スプリント初のポールポジションを獲得した。決勝レースにおける予選を含めても初めてのことであり、かつ18歳250日でのポールポジション獲得は、それまでの最年少記録であった2008年イタリアグランプリのセバスチャン・ベッテル（21歳72日）を大きく塗り替えた。角田裕毅はQ1最後のアタックに間に合わず、18番手に沈んだ。

### スプリント予選の結果
| 順位                                             | No. | ドライバー                     | コンストラクター                        | SQ1      | SQ2      | SQ3      | Grid |
| ------------------------------------------------ | --- | ------------------------------ | --------------------------------------- | -------- | -------- | -------- | ---- |
| 1                                                | 12  | アンドレア・キミ・アントネッリ | メルセデス                              | 1:27.858 | 1:27.384 | 1:26.482 | 1    |
| 2                                                | 81  | オスカー・ピアストリ           | マクラーレン-メルセデス                 | 1:27.951 | 1:27.354 | 1:26.527 | 2    |
| 3                                                | 4   | ランド・ノリス                 | マクラーレン-メルセデス                 | 1:27.890 | 1:27.109 | 1:26.582 | 3    |
| 4                                                | 1   | マックス・フェルスタッペン     | レッドブル-ホンダ・RBPT                 | 1:27.953 | 1:27.245 | 1:26.737 | 4    |
| 5                                                | 63  | ジョージ・ラッセル             | メルセデス                              | 1:27.688 | 1:27.666 | 1:26.791 | 5    |
| 6                                                | 16  | シャルル・ルクレール           | フェラーリ                              | 1:28.325 | 1:27.467 | 1:26.808 | 6    |
| 7                                                | 44  | ルイス・ハミルトン             | フェラーリ                              | 1:28.231 | 1:27.546 | 1:27.030 | 7    |
| 8                                                | 23  | アレクサンダー・アルボン       | ウィリアムズ-メルセデス                 | 1:27.859 | 1:27.697 | 1:27.193 | 8    |
| 9                                                | 6   | アイザック・ハジャー           | レーシングブルズ-ホンダ・RBPT           | 1:28.394 | 1:27.773 | 1:27.543 | 9    |
| 10                                               | 14  | フェルナンド・アロンソ         | アストンマーティン・アラムコ-メルセデス | 1:28.455 | 1:27.766 | 1:27.790 | 10   |
| 11                                               | 27  | ニコ・ヒュルケンベルグ         | キック・ザウバー-フェラーリ             | 1:28.542 | 1:27.850 | n/a      | 11   |
| 12                                               | 31  | エステバン・オコン             | ハース-フェラーリ                       | 1:28.303 | 1:28.070 | n/a      | 12   |
| 13                                               | 10  | ピエール・ガスリー             | アルピーヌ-ルノー                       | 1:28.345 | 1:28.167 | n/a      | 13   |
| 14                                               | 30  | リアム・ローソン               | レーシングブルズ-ホンダ・RBPT           | 1:28.914 | 1:28.375 | n/a      | 14   |
| 15                                               | 55  | カルロス・サインツ             | ウィリアムズ-メルセデス                 | 1:27.899 | DNF      | n/a      | 15   |
| 16                                               | 18  | ランス・ストロール             | アストンマーティン・アラムコ-メルセデス | 1:29.028 | n/a      | n/a      | 16   |
| 17                                               | 7   | ジャック・ドゥーハン           | アルピーヌ-ルノー                       | 1:29.171 | n/a      | n/a      | 17   |
| 18                                               | 22  | 角田裕毅                       | レッドブル-ホンダ・RBPT                 | 1:29.246 | n/a      | n/a      | PL 1 |
| 19                                               | 5   | ガブリエル・ボルトレト         | キック・ザウバー-フェラーリ             | 1:29.312 | n/a      | n/a      | 18   |
| 20                                               | 87  | オリバー・ベアマン             | ハース-フェラーリ                       | 1:29.825 | n/a      | n/a      | 19   |
| 107% time（SQ1のトップタイムから107%）: 1:33.826 |     |                                |                                         |          |          |          |      |
| 出典:                                            |     |                                |                                         |          |          |          |      |

追記
- ^1 - 角田はパルクフェルメ下でサスペンションのセッティングを変更したためピットレーンスタート

## スプリント
2025年5月3日 12:00 EDT(UTC-4)
（特記のない出典：）
- レース距離：18周（97.258 km）[20]※当初の予定は19周
- 気温24度、路面温度31度、雨のち曇、ウェット→ドライ

大雨の中でレコノサンスラップが始まり各車コースインする中、シャルル・ルクレールがクラッシュしてしまい、出走を断念した。
ルクレールを除く19台がセーフティカー先導でフォーメーションラップを行ったが、視界不良により追加のフォーメーションラップ（エクストラフォーメーションラップ）を実施中に赤旗が出され、20分間中断した。エクストラフォーメーションラップを実施したためレースは1周減算された18周で行われ、再びセーフティカーが先導する中で2周を走行し、セーフティカーが退く3周目からスタンディングスタートで実質的なレースがスタートした。その直後に好スタートを決めたオスカー・ピアストリが先行し、ポールポジションからスタートしたアンドレア・キミ・アントネッリはコース外に飛び出てしまい順位を落とした。
レース後半にコースが乾き出し、11周目に角田裕毅が各車インターミディエイトタイヤからミディアムタイヤに交換すると、他のドライバーもドライ用タイヤへの交換に動き、14周目に首位のピアストリが、次の周にランド・ノリスがタイミングを遅らせてピットインする中、リアム・ローソンがフェルナンド・アロンソに追突。アロンソはコントロールを失ってクラッシュしてしまい、セーフティカーが導入された。この好機を得たノリスがピアストリの前でコースに復帰した。一方、このセーフティカー導入前にタイヤを交換したマックス・フェルスタッペンはピットアウトの際にアントネッリと接触してしまい、アンセーフリリースとしてフェルスタッペンに10秒ペナルティが出されてポイント獲得の可能性を事実上失った。接触されたアントネッリはピットインできずにコースへ復帰し、翌周に改めてピットインしたため順位を落としてしまった。ゴール直前までセーフティカー先導となったため、そのままレースは終了した。ノリスがスプリントを制し、ピアストリが2位で、マクラーレンが1-2フィニッシュを決めた。
レース後に複数の裁定が出された結果、9位でフィニッシュしていた角田は入賞圏内の6位に繰り上がり、ポイントを獲得した。

### スプリントの結果
| 順位                                                        | No. | ドライバー                     | コンストラクター                        | 周回数 | タイム/リタイア原因 | Grid | Pts. |
| ----------------------------------------------------------- | --- | ------------------------------ | --------------------------------------- | ------ | ------------------- | ---- | ---- |
| 1                                                           | 4   | ランド・ノリス                 | マクラーレン-メルセデス                 | 18     | 36:37.647           | 3    | 8    |
| 2                                                           | 81  | オスカー・ピアストリ           | マクラーレン-メルセデス                 | 18     | +0.672              | 2    | 7    |
| 3                                                           | 44  | ルイス・ハミルトン             | フェラーリ                              | 18     | +1.073              | 7    | 6    |
| 4                                                           | 63  | ジョージ・ラッセル             | メルセデス                              | 18     | +3.127              | 5    | 5    |
| 5                                                           | 18  | ランス・ストロール             | アストンマーティン・アラムコ-メルセデス | 18     | +3.412              | 16   | 4    |
| 6                                                           | 22  | 角田裕毅                       | レッドブル-ホンダ・RBPT                 | 18     | +5.153              | PL   | 3    |
| 7                                                           | 12  | アンドレア・キミ・アントネッリ | メルセデス                              | 18     | +5.635              | 1    | 2    |
| 8                                                           | 10  | ピエール・ガスリー             | アルピーヌ-ルノー                       | 18     | +5.973              | 13   | 1    |
| 9                                                           | 27  | ニコ・ヒュルケンベルグ         | キック・ザウバー-フェラーリ             | 18     | +6.153              | 11   |      |
| 10                                                          | 6   | アイザック・ハジャー           | レーシングブルズ-ホンダ・RBPT           | 18     | +7.502              | 9    |      |
| 11                                                          | 23  | アレクサンダー・アルボン       | ウィリアムズ-メルセデス                 | 18     | +7.522 1            | 8    |      |
| 12                                                          | 31  | エステバン・オコン             | ハース-フェラーリ                       | 18     | +8.998              | 12   |      |
| 13                                                          | 30  | リアム・ローソン               | レーシングブルズ-ホンダ・RBPT           | 18     | +9.024 2            | 14   |      |
| 14                                                          | 87  | オリバー・ベアマン             | ハース-フェラーリ                       | 18     | +9.218 3            | 19   |      |
| 15                                                          | 5   | ガブリエル・ボルトレト         | キック・ザウバー-フェラーリ             | 18     | +9.675              | 18   |      |
| 16                                                          | 7   | ジャック・ドゥーハン           | アルピーヌ-ルノー                       | 18     | +9.909              | 17   |      |
| 17                                                          | 1   | マックス・フェルスタッペン     | レッドブル-ホンダ・RBPT                 | 18     | +12.059 4           | 4    |      |
| Ret                                                         | 14  | フェルナンド・アロンソ         | アストンマーティン・アラムコ-メルセデス | 13     | アクシデント        | 10   |      |
| Ret                                                         | 55  | カルロス・サインツ             | ウィリアムズ-メルセデス                 | 12     | アクシデント        | 15   |      |
| DNS                                                         | 16  | シャルル・ルクレール           | フェラーリ                              |        | アクシデント        | 6    |      |
| 優勝スピード（勝者ノリスの平均速度）: 159.319 km/h          |     |                                |                                         |        |                     |      |      |
| ファステストラップ: ルイス・ハミルトン - 1:36.368（13周目） |     |                                |                                         |        |                     |      |      |
| 出典:                                                       |     |                                |                                         |        |                     |      |      |

追記
- エクストラフォーメーションラップを実施したため、当初予定の19周から1周減算された18周で行われた。
- ^1 - アルボンはセーフティカー導入中にECUが定めた最低タイムを下回ったため、5秒のタイムペナルティ（レース後の裁定となったため、レースタイムに5秒加算）が科せられた。
- ^2 - ローソンはターン12でアロンソと接触した件の責任を問われ、5秒のタイムペナルティ（レース後の裁定となったため、レースタイムに5秒加算）とペナルティポイント1点（累積6点）が科せられた。
- ^3 - ベアマンはアンセーフリリースによりヒュルケンベルグの進路を塞いだため、5秒のタイムペナルティ（レース後の裁定となったため、レースタイムに5秒加算）が科せられた。
- ^4 - フェルスタッペンはアンセーフリリースによりアントネッリの進路を塞いだため、10秒のタイムペナルティ（ペナルティ未消化のため、レースタイムに10秒加算）が科せられた。

ラップリーダー
※太字は最多ラップリーダー
- アンドレア・キミ・アントネッリ - 2周 (1-2)
- オスカー・ピアストリ - 10周 (3-12)
- ランド・ノリス - 6周 (13-18)

## 予選
2025年5月3日 16:00 EDT(UTC-4)
（特記のない出典：）
- 気温29度、路面温度44度、晴、ドライ

マックス・フェルスタッペンが2戦連続で今季3回目のポールポジションを獲得した。スプリントを制したノリスが2番手、スプリントでポールポジションを獲得したアンドレア・キミ・アントネッリが3番手に続いた。角田裕毅はQ3に進出したが10番手に終わった。スプリントで3位表彰台を獲得したルイス・ハミルトンは12番手でQ2敗退を喫した。

### 予選結果
| 順位                                            | No. | ドライバー                     | コンストラクター                        | Q1       | Q2       | Q3       | Grid |
| ----------------------------------------------- | --- | ------------------------------ | --------------------------------------- | -------- | -------- | -------- | ---- |
| 1                                               | 1   | マックス・フェルスタッペン     | レッドブル-ホンダ・RBPT                 | 1:26.870 | 1:26.643 | 1:26.204 | 1    |
| 2                                               | 4   | ランド・ノリス                 | マクラーレン-メルセデス                 | 1:26.955 | 1:26.499 | 1:26.269 | 2    |
| 3                                               | 12  | アンドレア・キミ・アントネッリ | メルセデス                              | 1:27.077 | 1:26.606 | 1:26.271 | 3    |
| 4                                               | 81  | オスカー・ピアストリ           | マクラーレン-メルセデス                 | 1:27.006 | 1:26.269 | 1:26.375 | 4    |
| 5                                               | 63  | ジョージ・ラッセル             | メルセデス                              | 1:27.014 | 1:26.575 | 1:26.385 | 5    |
| 6                                               | 55  | カルロス・サインツ             | ウィリアムズ-メルセデス                 | 1:27.098 | 1:26.847 | 1:26.569 | 6    |
| 7                                               | 23  | アレクサンダー・アルボン       | ウィリアムズ-メルセデス                 | 1:27.042 | 1:26.855 | 1:26.682 | 7    |
| 8                                               | 16  | シャルル・ルクレール           | フェラーリ                              | 1:27.417 | 1:26.948 | 1:26.754 | 8    |
| 9                                               | 31  | エステバン・オコン             | ハース-フェラーリ                       | 1:27.450 | 1:26.967 | 1:26.824 | 9    |
| 10                                              | 22  | 角田裕毅                       | レッドブル-ホンダ・RBPT                 | 1:27.298 | 1:26.959 | 1:26.943 | 10   |
| 11                                              | 6   | アイザック・ハジャー           | レーシングブルズ-ホンダ・RBPT           | 1:27.301 | 1:26.987 | n/a      | 11   |
| 12                                              | 44  | ルイス・ハミルトン             | フェラーリ                              | 1:27.279 | 1:27.006 | n/a      | 12   |
| 13                                              | 5   | ガブリエル・ボルトレト         | キック・ザウバー-フェラーリ             | 1:27.343 | 1:27.151 | n/a      | 13   |
| 14                                              | 7   | ジャック・ドゥーハン           | アルピーヌ-ルノー                       | 1:27.422 | 1:27.186 | n/a      | 14   |
| 15                                              | 30  | リアム・ローソン               | レーシングブルズ-ホンダ・RBPT           | 1:27.444 | 1:27.363 | n/a      | 15   |
| 16                                              | 27  | ニコ・ヒュルケンベルグ         | キック・ザウバー-フェラーリ             | 1:27.473 | n/a      | n/a      | 16   |
| 17                                              | 14  | フェルナンド・アロンソ         | アストンマーティン・アラムコ-メルセデス | 1:27.604 | n/a      | n/a      | 17   |
| 18                                              | 10  | ピエール・ガスリー             | アルピーヌ-ルノー                       | 1:27.710 | n/a      | n/a      | PL 1 |
| 19                                              | 18  | ランス・ストロール             | アストンマーティン・アラムコ-メルセデス | 1:27.830 | n/a      | n/a      | 18   |
| 20                                              | 87  | オリバー・ベアマン             | ハース-フェラーリ                       | 1:27.999 | n/a      | n/a      | 19   |
| 107% time（Q1のトップタイムから107%）: 1:32.950 |     |                                |                                         |          |          |          |      |
| 出典:                                           |     |                                |                                         |          |          |          |      |

追記
- ^1 - ガスリーはパルクフェルメ下でサスペンションのセッティングを変更したためピットレーンスタート

## 決勝
2025年5月4日 16:00 EDT(UTC-4)
（特記のない出典: ）
- 気温26度、路面温度40度、曇、ドライ

4番手スタートのオスカー・ピアストリが3連勝で今季4勝目を挙げ、チームメイトのランド・ノリスとともにマクラーレンがスプリントに続いて1-2フィニッシュを決めた。ポールポジションからスタートしたマックス・フェルスタッペンは13周目まで首位をキープするのが精一杯で、ピアストリに抜かれてからは差を広げられていき、さらにノリスにも迫られて18周目にパスされてしまう。スプリントに続いてマクラーレン勢の1-2体制が出来上がり、以降マクラーレン勢は他チームの追随を許さなかった。そしてオリバー・ベアマンがエンジントラブルでコースサイドにマシンを止めたためバーチャルセーフティカー（VSC）が導入され、その間にタイヤ交換を済ませたジョージ・ラッセルがフェルスタッペンの前で復帰し、そのまま3位表彰台を獲得した。
角田裕毅はピットレーンの速度違反により5秒ペナルティが科せられ、後方の11位を走るアイザック・ハジャーとの差を5秒以上にすることに努めた結果、ハジャーに5.168秒差を付けて10位のままフィニッシュし、1点を獲得することができた。

### レース結果
| 順位                                                    | No. | ドライバー                     | コンストラクター                        | 周回数 | タイム/リタイア原因 | Grid | Pts. |
| ------------------------------------------------------- | --- | ------------------------------ | --------------------------------------- | ------ | ------------------- | ---- | ---- |
| 1                                                       | 81  | オスカー・ピアストリ           | マクラーレン-メルセデス                 | 57     | 1:28:51.587         | 4    | 25   |
| 2                                                       | 4   | ランド・ノリス                 | マクラーレン-メルセデス                 | 57     | +4.630              | 2    | 18   |
| 3                                                       | 63  | ジョージ・ラッセル             | メルセデス                              | 57     | +37.644             | 5    | 15   |
| 4                                                       | 1   | マックス・フェルスタッペン     | レッドブル-ホンダ・RBPT                 | 57     | +39.956             | 1    | 12   |
| 5                                                       | 23  | アレクサンダー・アルボン       | ウィリアムズ-メルセデス                 | 57     | +48.067             | 7    | 10   |
| 6                                                       | 12  | アンドレア・キミ・アントネッリ | メルセデス                              | 57     | +55.502             | 3    | 8    |
| 7                                                       | 16  | シャルル・ルクレール           | フェラーリ                              | 57     | +57.036             | 8    | 6    |
| 8                                                       | 44  | ルイス・ハミルトン             | フェラーリ                              | 57     | +1:00.186           | 12   | 4    |
| 9                                                       | 55  | カルロス・サインツ             | ウィリアムズ-メルセデス                 | 57     | +1:00.577           | 6    | 2    |
| 10                                                      | 22  | 角田裕毅                       | レッドブル-ホンダ・RBPT                 | 57     | +1:14.434 1         | 10   | 1    |
| 11                                                      | 6   | アイザック・ハジャー           | レーシングブルズ-ホンダ・RBPT           | 57     | +1:14.602           | 11   |      |
| 12                                                      | 31  | エステバン・オコン             | ハース-フェラーリ                       | 57     | +1:22.006           | 9    |      |
| 13                                                      | 10  | ピエール・ガスリー             | アルピーヌ-ルノー                       | 57     | +1:30.445           | PL   |      |
| 14                                                      | 27  | ニコ・ヒュルケンベルグ         | キック・ザウバー-フェラーリ             | 56     | +1 Lap              | 16   |      |
| 15                                                      | 14  | フェルナンド・アロンソ         | アストンマーティン・アラムコ-メルセデス | 56     | +1 Lap              | 17   |      |
| 16                                                      | 18  | ランス・ストロール             | アストンマーティン・アラムコ-メルセデス | 56     | +1 Lap              | 18   |      |
| Ret                                                     | 30  | リアム・ローソン               | レーシングブルズ-ホンダ・RBPT           | 36     | 接触ダメージ        | 15   |      |
| Ret                                                     | 5   | ガブリエル・ボルトレト         | キック・ザウバー-フェラーリ             | 30     | エンジン            | 13   |      |
| Ret                                                     | 87  | オリバー・ベアマン             | ハース-フェラーリ                       | 27     | エンジン            | 19   |      |
| Ret                                                     | 7   | ジャック・ドゥーハン           | アルピーヌ-ルノー                       | 0      | 接触                | 14   |      |
| 優勝スピード（勝者ピアストリの平均速度）: 208.188 km/h  |     |                                |                                         |        |                     |      |      |
| ファステストラップ: ランド・ノリス - 1:29.746（36周目） |     |                                |                                         |        |                     |      |      |
| 出典:                                                   |     |                                |                                         |        |                     |      |      |

追記
- ^1 - 角田はピットレーンの速度違反により、5秒のタイムペナルティ（ペナルティ未消化のため、レースタイムに5秒加算）が科せられた。

ラップリーダー
※太字は最多ラップリーダー
- マックス・フェルスタッペン - 13周 (1-13)
- オスカー・ピアストリ - 44周 (14-57)

## 主な記録

### ドライバー
- 初の3連勝：オスカー・ピアストリ[42]
- 通算100ポイント：角田裕毅 - 史上87人目[43]

## 第6戦終了時点のランキング
|       | 順位 | ドライバー                 | ポイント |
| ----- | ---- | -------------------------- | -------- |
|       | 1    | オスカー・ピアストリ       | 131      |
|       | 2    | ランド・ノリス             | 115      |
|       | 3    | マックス・フェルスタッペン | 99       |
|       | 4    | ジョージ・ラッセル         | 93       |
|       | 5    | シャルル・ルクレール       | 53       |
| 出典: |      |                            |          |

|       | 順位 | コンストラクター        | ポイント |
| ----- | ---- | ----------------------- | -------- |
|       | 1    | マクラーレン-メルセデス | 246      |
|       | 2    | メルセデス              | 141      |
|       | 3    | レッドブル-ホンダ・RBPT | 105      |
|       | 4    | フェラーリ              | 94       |
|       | 5    | ウィリアムズ-メルセデス | 37       |
| 出典: |      |                         |          |

- 注：いずれもトップ5まで掲載。